# 米策努斯
米策努斯（法語：Mutzenhouse，发音：[myt͡sənuz] 或 [mut͡sənuz]；德语：Mutzenhausen）是法国下莱茵省的一个市镇，属于萨韦尔讷区和布克斯维莱尔县（Bouxwiller）。该市镇总面积2.21平方公里，2009年时的人口为419人。

## 人口
米策努斯人口变化图示